# بوسه مرگ (سلاح گرم)

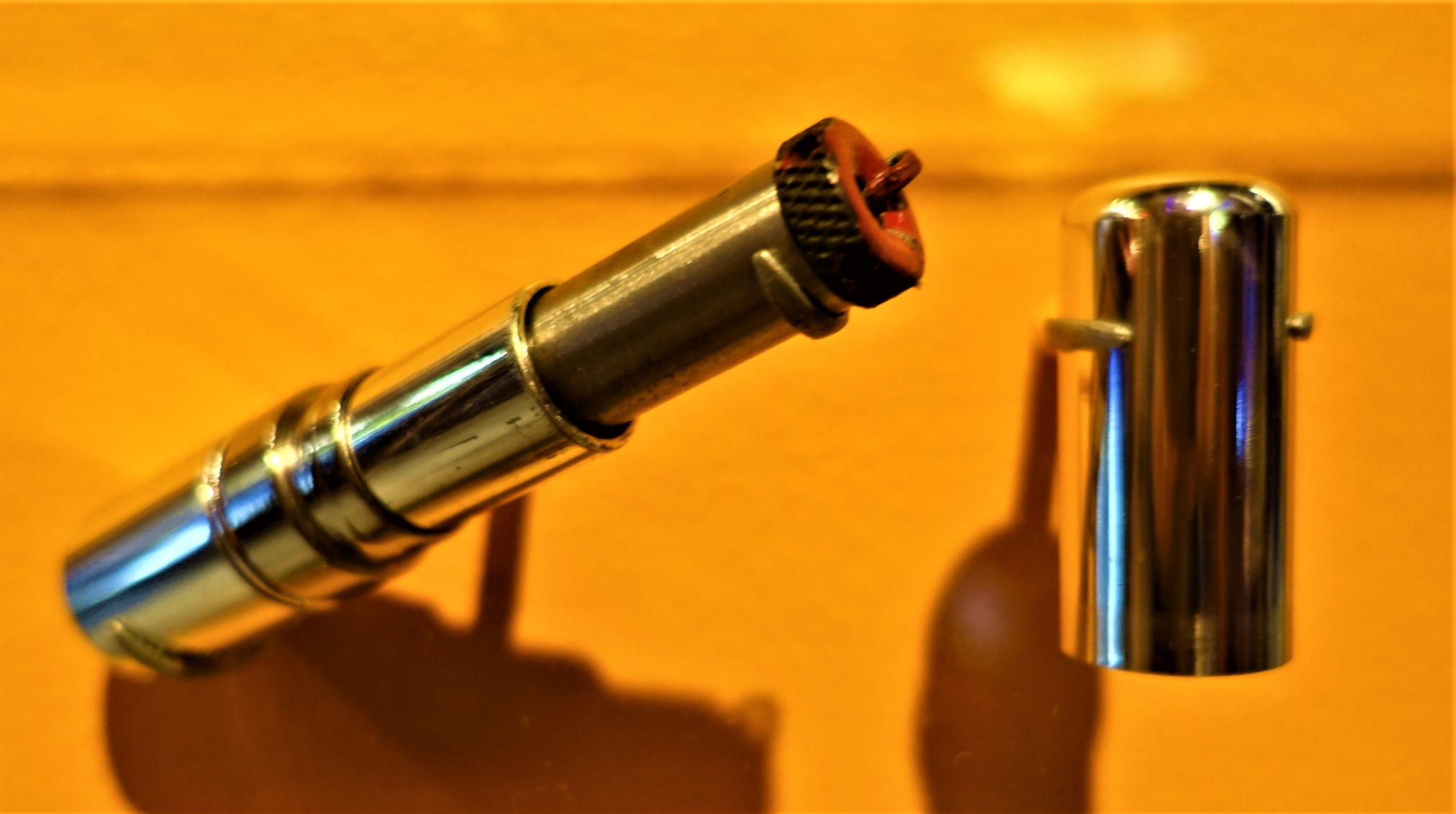
تپانچه رژلبی

بوسه مرگ (انگلیسی: Kiss of death) یا تپانچه رژلبی، تپانچه ای بود که در طی جنگ سرد توسط کاگ‌ب استفاده می‌شد. این اسلحه یک تپانچه تک تیر ۴٫۵ میلیمتری است که درون یک جای رژ لب مخفی شده بود.
یک نمونه از آن که در یک محل ایست بازرسی آمریکایی در برلین غربی کشف شد، اکنون در موزه بین‌المللی جاسوسی در واشینگتن، دی.سی. ایالات متحده آمریکا نگهداری می‌شود.